# اوال‌ام

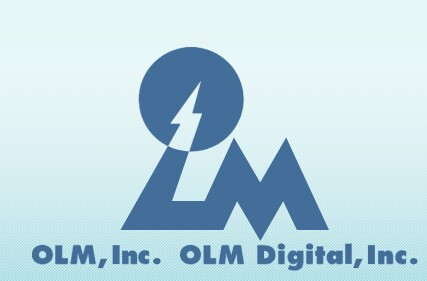
نماد شرکت او اِل اِم (OLM) که در وبگاه او اِل اِم هم قرار گرفته است

او اِل‌ اِم (انگلیسی: OLM, Inc.) شرکت بازی ویدئویی ژاپنی است، که در سال ۱۹۹۰ تأسیس شد.